# ハルナガ・アイザクソン
ハルナガ・アイザクソン（Harunaga Isaacson、1965年8月23日 - ）は、日本出身ドイツ在住のインド学者・仏教学者・サンスクリット学者。
ハンブルク大学教授。サンスクリット写本や古典サンスクリット詩、後期インド密教を中心としたタントラ文献の解読・研究で世界的に知られる。

## 略歴
1984年オランダ・フローニンゲンのギムナジウム（Praedinius Gymnasium）卒業。1990年フローニンゲン大学で修士号を取得。1995年ライデン大学で博士号を取得、指導教授はティルマン・フェッター。
2006年アルブレヒト・ヴェッツラー（Albrecht Wetzler）教授の後任として、ハンブルク大学アジア・アフリカ研究所教授に着任。
現在はイスラエルの研究機関及びドルジ・ワンチュク教授などと共同で、欧州研究会議（ERC）の「Synergy Grants」の助成を受けた大型研究計画“INTELLEXUS: Geology of Texts, Genealogy of Concepts, Intellectual Ecosystems: Mapping the Indic and Tibetic Buddhist Text Corpora”に取り組んでいる。

## 主な著作
- The Raghupañcikā of Vallabhadeva: Being the Earliest Commentary on the Raghuvaṃśa of Kālidāsa: Critical Edition with Introduction and Notes. Groningen: E. Forsten, 2003. Dominic Goodall との共編著。
- The Sekanirdeśa of Maitreyanātha (Advayavajra) with Sekanirdeśapaṅjikā of Rāmapāla. Critical Edition of the Sanskrit and Tibetan Texts with English Translation and Reproductions of MSS. Serie Orientale Roma 107/Manuscripta Buddhica 2. Napoli: Universita degli Studi di Napoli "l'Orientale," 2014. Francesco Sferra との共編著。
- The Lineage of the Raghus. Murty Classical Library of India 38. Cambridge, Massachusetts: Harvard University Press, 2024. Csaba Dezső と Dominic Goodall との共訳。

### 日本語訳
- 小坂有弘；横山啓人「ハルナガ・アイザクソン「文献学とテキスト批判」和訳」『宗教学・比較思想学論集』20 (2019): 69–77. hdl:2241/00161442